# محمود جلال الدين باشا
محمود جلال الدين باشا (بالتركية: Mahmud Celaleddin Paşa)‏ هو سياسي عثماني، تولى منصب والي كريت.

## مناصبه
تولى المناصب التالية:
- والي كريت (1891–1894)
- ناظر التجارة والزراعة  [لغات أخرى]‏ (1891–1891)